# Riópar
Riópar ist ein Ort und eine aus dem Hauptort sowie mehreren Weilern (pedanías) und Einzelgehöften (fincas) bestehende Gemeinde (municipio) mit 1.353 Einwohnern (Stand: 2024) im Südwesten der Provinz Albacete in der autonomen Region Kastilien-La Mancha.

## Lage und Klima
Der Ort Riópar liegt inmitten der Berglandschaft der Sierra de Alcaraz ca. 100 km (Fahrtstrecke) südwestlich der Provinzhauptstadt Albacete in einer Höhe von ca. 940 bis 980 m. Im Winter ist das Klima wegen der Höhenlage durchaus kühl, im Sommer dagegen warm; die geringen Niederschlagsmengen (ca. 450 mm/Jahr) fallen – mit Ausnahme der nahezu regenlosen Sommermonate – verteilt übers ganze Jahr.

## Bevölkerungsentwicklung
| Jahr      | 1857  | 1900  | 1950  | 2000  | 2016  |
| Einwohner | 2.068 | 2.755 | 2.786 | 1.511 | 1.410 |

Der kontinuierliche Bevölkerungsrückgang seit den 1950er Jahren ist im Wesentlichen auf die Mechanisierung der Landwirtschaft und den damit einhergehenden Verlust an Arbeitsplätzen zurückzuführen.

## Wirtschaft
Riópar liegt in der gebirgigen und waldreichen Sierra de Alcaraz, die hier vor allem zur Viehzucht genutzt wird. Früher wurden auch Getreide, Weinreben etc. zur Selbstversorgung angepflanzt; Gemüse stammte aus den Hausgärten. Viehzucht (früher hauptsächlich Schafe und Ziegen, heute zumeist Rinder) und Forstwirtschaft (vor allem die Gewinnung von Holzkohle) wurden ebenfalls betrieben. Im ausgehenden 18. Jahrhundert entstand unter der Leitung des aus Wien stammenden Juan Jorge Graupner eine Bronze- und Messinggießerei. Im Ort selbst haben sich Kleinhändler, Handwerker sowie Dienstleister aller Art angesiedelt. Seit den letzten Jahrzehnten des 20. Jahrhunderts spielt der ländliche Tourismus (turismo rural) eine immer bedeutsamer werdenden Rolle für das Wirtschaftsleben der Gemeinde.

## Geschichte
Die Geschichte des Bergortes reicht weit zurück; der ehemalige Ortskern Riópar viejo, in welchem sich auch alle Sehenswürdigkeiten befinden, liegt etwa 3 km westlich des heutigen Ortes. Die Römer hinterließen einen Münzschatz, der sich heute im Museo de Albacete befindet. Im 8. Jahrhundert übernahmen die Mauren die Herrschaft, die erst mit der Rückeroberung (reconquista) der zuletzt von den Almohaden beherrschten Gebiete durch die Christen im Jahr 1213 endete. Gleichwohl gab es in der Folgezeit noch mehrere Attacken und Razzien durch die Berber. Der neue Ort Riópar entstand seit dem ausgehenden 18. Jahrhundert in unmittelbarer Nachbarschaft zur neugegründeten Metallgießerei.

## Sehenswürdigkeiten

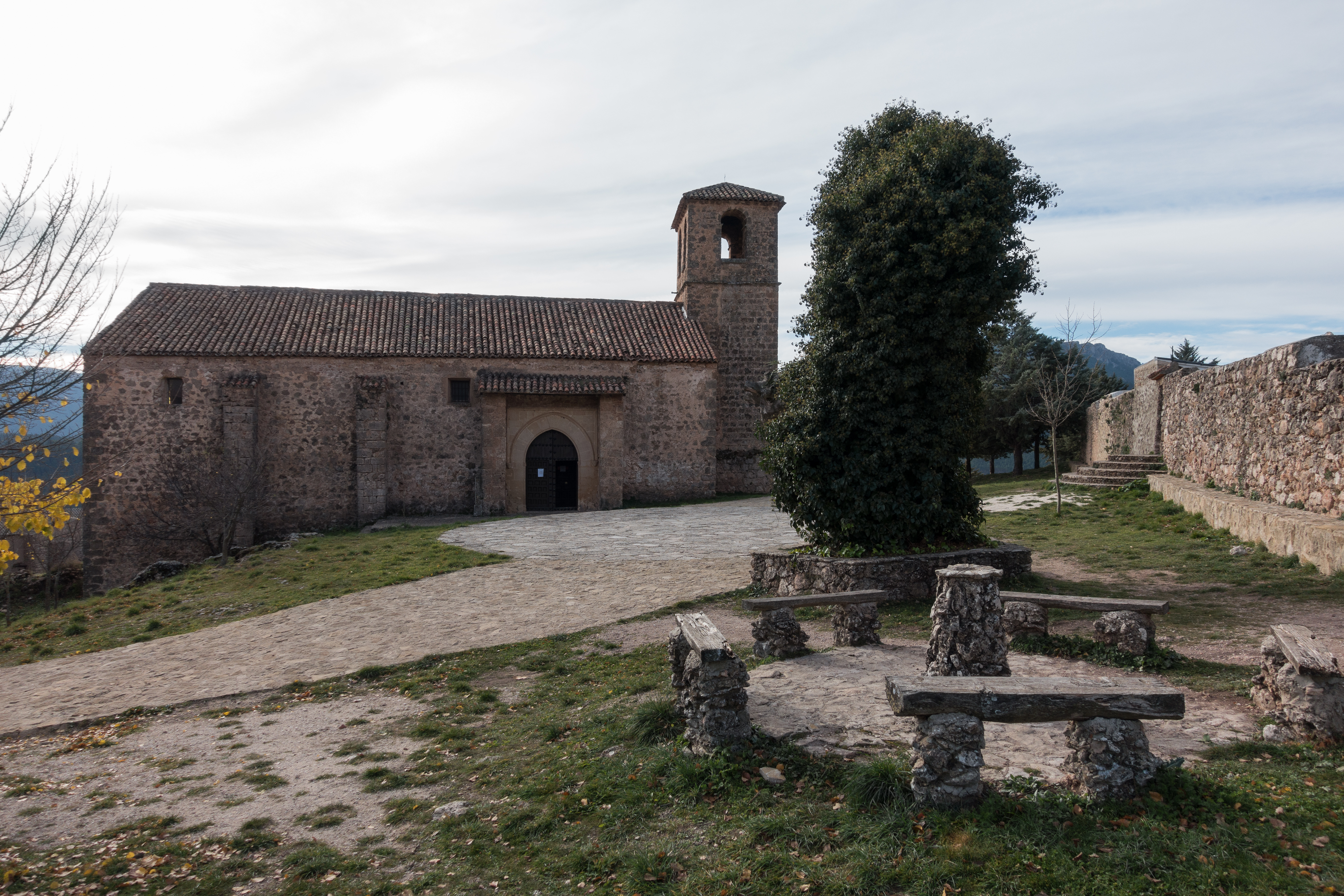
Pfarrkirche von Riópar viejo

- Das ehemalige Walzwerk (laminador) der Reales Fábricas de Bronce y Latón de San Juan de Riópar befindet sich etwa 2 km östlich des heutigen Ortes. Nach einem Brand wurde eine ehemalige Werkshalle restauriert und als Museum wiedereröffnet.[7]

Riópar viejo
- Die Burg (castillo) des Ortes stammt noch aus maurischer Zeit. Nach ihrer Eroberung durch die Christen wurde sie umgebaut und verstärkt, doch verfielen ihre Mauern rasch.[8][9]
- Die Pfarrkirche (Iglesia del Espíritu Santo) und ihr Glockenturm entstanden um das Jahr 1475. Es ist ein einschiffiger Bau mit weitgespannten Schwibbögen, auf denen eine abgeschrägte Balkendecke ruht.
- Unmittelbar neben der Kirche befindet sich der Friedhof des Ortes mit zahlreichen übereinander gestapelten und gemauerten Steinkistengräbern.